# Abuso edilizio
L'abuso edilizio è un illecito che consiste nel realizzare un intervento edilizio senza permesso di costruire o senza dichiarazione di inizio attività.

## Definizione
L'illecito si verifica quando si consegue un'opera edilizia, che può essere sia una costruzione su suolo non edificabile, ma senza approvazione, o un ampliamento del volume o della superficie, o qualsiasi modifica alla sagoma di un edificio preesistente in assenza di completa autorizzazione amministrativa.
L'abuso edilizio inoltre deve essere valutato mettendo a confronto lo stato dei luoghi dell'unità edilizia con la sua conformità urbanistica, determinata dallo Stato Legittimo dell'immobile. Il concetto di Stato Legittimo inserito con il D.L. 76/2020 all'interno del Testo Unico dell'Edilizia si riferisce alla situazione urbanistica legittima, formalmente riconosciuta sulla base dei titoli edilizi rilasciati o legittimamente formatisi nel tempo.
In Italia la fattispecie integra un reato, nel quale viene compreso anche il cambio di destinazione d'uso, quando è privo di autorizzazione. Altri ordinamenti lo considerano un illecito amministrativo, nel quale la sanzione pecuniaria può comunque raggiungere cifre assai ragguardevoli.

## Sanatoria
Per abusi antecedenti al 1942 non vi è obbligo di sanatoria. La legge 28 febbraio 1985, n. 47 operò in Italia il primo condono delle violazioni urbanistiche perpetrate da privati, ma la Corte costituzionale, con ordinanza n. 46 del 2001, ha sottolineato la "natura temporanea ed eccezionale", "non ripetibile", del condono edilizio; con ordinanza n. 174 del 2002 essa ha attribuito al condono l’intento di "impedire il ripetersi del fenomeno dell’abusivismo attraverso la sua repressione" solo nell’ambito di una più generale "risistemazione della materia del governo del territorio". 
Un eventuale fenomeno di diffusa perpetrazione del reato di abuso edilizio tale da assumere una particolare e incisiva rilevanza sociale e politica viene definito abusivismo edilizio.
Nel Rapporto ecomafia '98 di Legambiente si segnalava un mercato illegale annuo relativo all'abusivismo edilizio pari a 6.525 miliardi di lire: per esso, il diffondersi di pratiche di abusivismo edilizio collegate a traffici gestiti dalla criminalità organizzata sembrerebbe imporre un ripensamento dell'apparato sanzionatorio posto a presidio della normativa in materia urbanistica, in particolare della legge 28 febbraio 1985, n. 47.